# Spartak Myjava
Spartak Myjava é uma equipe eslovaca de futebol com sede em Myjava. Disputa a primeira divisão da Eslováquia (Campeonato Eslovaco de Futebol).
Seus jogos são mandados no Stadium Myjava, que possui capacidade para 2.709 espectadores.

## História
O Spartak Myjava foi fundado em 1920.